# Сентервил (Тексас)
Сентервил (енгл. Centerville) град је у америчкој савезној држави Тексас. По попису становништва из 2010. у њему је живело 892 становника.

## Демографија
Према попису становништва из 2010. у граду је живело 892 становника, што је 11 (1,2%) становника мање него 2000. године.
| Група             | 2000.       | 2010.       |
| Белци             | 676 (74,9%) | 669 (75,0%) |
| Афроамериканци    | 197 (21,8%) | 135 (15,1%) |
| Азијати           | 2 (0,2%)    | 3 (0,3%)    |
| Хиспаноамериканци | 18 (2,0%)   | 55 (6,2%)   |
| Укупно            | 903         | 892         |